# Fanning Ridge
Fanning Ridge ist ein markanter, etwa 8 km langer und felsiger Gebirgskamm, der parallel zur Südküste Südgeorgiens zwischen dem Aspasia Point und der Westseite der Newark Bay verläuft.
Das UK Antarctic Place-Names Committee benannte ihn 1955 nach dem deutschstämmigen Handelsreisenden Edmund Fanning (1769–1841), der zwischen 1800 und 1801 mit der Korvette Aspasia 57.000 Robbenfelle aus Südgeorgien abtransportierte.